# Gayle Rubin
Pour les articles homonymes, voir Rubin.
Gayle S. Rubin, née en 1949, est une anthropologue et une militante féministe américaine. Elle a notamment élaboré le concept de « système de sexe/genre » dans « Marché aux femmes » (The Traffic in Women), article qu'elle publie en 1975, et pour avoir, dans « Penser le sexe », article publié en 1984, jeté les bases d'une « théorie radicale de la sexualité », ouvrant la voie aux études gaies et lesbiennes et aux études sur la sexualité moderne.

## Biographie
Née en Caroline du Sud où elle a grandi, Gayle Rubin s'installe à Ann Arbor en 1966 pour faire ses études à l'université du Michigan. Après ses études de premier cycle (undergraduate), elle y poursuit également ses études doctorales, et commence à écrire une thèse sur les communautés cuir et sadomasochistes gaies masculines de San Francisco. Afin de mener son travail de terrain, elle part s'installer à San Francisco à partir de 1978. Elle soutiendra sa thèse intitulée The Valley of the Kings en 1994.
Ses nombreuses recherches dans les domaines de l'anthropologie, du féminisme, du sadomasochisme, de la prostitution, de la pédophilie, de la pornographie et de la littérature lesbienne en ont fait l'une des théoriciennes majeures du féminisme et de la sexualité. En 1988 elle a reçu le National Leather Association Leather Woman of the Year Award ; en 1992, le Pantheon of Leather Forebearer Award ; et en 2000 le Leather Archives and Museum Centurion et National Leather Association Lifetime Achievement Award.

## Œuvre

### « Le marché aux femmes »

#### Contexte
Au début des années 1970, alors qu'elle termine son premier cycle universitaire, Gayle Rubin suit un cours de l'anthropologue Marshall Sahlins. C'est dans ce cadre qu'elle coécrit avec deux amis un mémoire de fin de premier cycle universitaire (honor's thesis) sur les femmes dans les sociétés tribales. Au cours de la rédaction du mémoire, Gayle Rubin élabore une analyse de la subordination des femmes qui emprunte aux pensées marxiste, structuraliste, et psychanalytique (elle décrira plus tard cet article comme "néo-marxiste et proto-postmoderne"). Ses amis se trouvant en désaccord avec plusieurs de ses analyses, ils décident tous trois de joindre en appendice au mémoire commun les élaborations de Rubin qu'elle signera sous son nom propre. Au terme de multiples révisions, en 1975, à l'âge de 25 ans, Gayle Rubin publie cet appendice sous le titre Traffic in Women. Il deviendra un texte essentiel du féminisme anglo-saxon, fera l'objet de dizaines de rééditions, et sera, pendant les vingt années qui suivent, le texte d'anthropologie culturelle américaine le plus cité. Texte d'un génie précoce, « Le Marché aux femmes » annonce nombre des idées qui marqueront la pensée féministe dans les décennies suivantes.
Dans ce texte, qui semble être le premier où une anthropologue américaine utilise le concept et le mot de « gender », Gayle Rubin passe en revue les avantages comparés de la pensée de Karl Marx et de Friedrich Engels, de Claude Lévi-Strauss, et de Sigmund Freud et Jacques Lacan, pour comprendre l'oppression des femmes. Pour analyser « cette part de la vie sociale qui est le lieu de l'oppression des femmes, des minorités sexuelles et de certains aspects de la personnalité humaine chez les individus », elle élabore la notion de « système de sexe/genre », dont elle donne la définition suivante : « l'ensemble des dispositions par lesquelles une société transforme la sexualité biologique en produits de l'activité humaine et dans lesquelles ces besoins sexuels transformés sont satisfaits ».
Le 25 mars 2005, un colloque est organisé à l'université du Michigan pour célébrer le trentième anniversaire de « Marché au sexe ».

#### Résumé
Gayle Rubin constate d'entrée de jeu qu'il manque un système théorique satisfaisant pour comprendre l'oppression des femmes. « Il n'existe aucune théorie rendant compte de l'oppression des femmes – dans les variations infinies et la monotone similitude qu'elle revêt à travers les cultures et à travers l'histoire – qui ait quoi que ce soit de comparable à la puissance explicative de la théorie de Marx pour l'oppression de classe ». Tout en reconnaissant ses mérites, elle réfute l'idée alors en vogue que le capitalisme suffise à rendre compte de la subordination des femmes. Elle écrit ainsi : 

« Les femmes sont opprimées dans des sociétés qui, même avec un effort d'imagination, ne peuvent pas être décrites comme capitalistes. Dans la vallée de l'Amazone et sur les hauts plateaux de Nouvelle-Guinée, les femmes sont fréquemment remises à leur place par le viol collectif, lorsque les mécanismes habituels de l'intimidation masculine se révèlent insuffisants. « Nous domptons nos femmes avec la banane », disait un homme Mundurucu. La littérature ethnographique est jonchée de pratiques dont l'effet est de maintenir les femmes « à leur place » : cultes, initiations secrètes, connaissance ésotérique des hommes, etc.. Et l'Europe précapitaliste, féodale, n'était guère une société sans sexisme. »

Rubin poursuit son analyse en utilisant Claude Lévi-Strauss et Les Structures élémentaires de la parenté alors tout récemment traduites en anglais. À la suite de Lévi-Strauss, elle réfute l'idée que le tabou de l'inceste obéisse à des contraintes biologiques (« Puisque l'existence du tabou de l'inceste est universelle, mais que sont variables les contenus de leurs prohibitions, on ne peut les expliquer par le souci d'éviter des accouplements entre gens génétiquement proches. Le tabou de l'inceste impose plutôt aux événements biologiques que sont la sexualité et la procréation les fins sociales que sont l'exogamie et l'alliance. »). Elle lui emprunte également le concept d'« échange des femmes » qui « situe l'oppression des femmes à l'intérieur de systèmes sociaux, et non dans la biologie. » Elle se démarque en revanche du père de l'anthropologie structurale en réfutant l'idée que l'échange des femmes soit au fondement de la vie sociale : « Si l'on adopte son analyse sous sa forme littérale, le programme féministe doit inclure une tâche encore plus lourde que l'extermination des hommes ; il doit tenter d'éliminer la culture et d'y substituer quelque phénomène entièrement nouveau à la surface de la terre. » Elle se démarque très nettement du caractère fataliste de cette perspective : « dire que sans l'existence de l'échange des femmes il n'y aurait pas de culture serait un argument pour le moins douteux, ne serait-ce que parce que la culture est, par définition, inventive ».

Gayle Rubin poursuit par une analyse du rôle de la division du travail sexué, qui aboutit à affirmer le caractère construit du genre lui-même. 

« La division du travail selon le sexe peut donc être vue comme un « tabou » : un tabou contre la similitude des hommes et des femmes, un tabou divisant les sexes en deux catégories mutuellement exclusives, un tabou qui exacerbe les différences biologiques entre les sexes et, par là, crée le genre. [...] Le genre est une division des sexes socialement imposée. Il est le produit des rapports sociaux de sexualité. Les systèmes de parenté reposent sur le mariage. Ils transforment donc des mâles et des femelles en « hommes » et en « femmes », chaque catégorie étant une moitié incomplète qui ne peut trouver la plénitude que dans l'union avec l'autre. Hommes et femmes sont, bien sûr, différents. Mais ils ne sont pas aussi différents que le jour et la nuit, la terre et le ciel, le yin et le yang, la vie et la mort. En fait, si l'on s'en tient à la nature, les hommes et les femmes sont plus proches entre eux que les uns ou les autres ne le sont de quoi que ce soit d'autre – par exemple les montagnes, les kangourous ou les cocotiers. L'idée que les hommes et les femmes sont plus différents qu'ils ou elles ne le sont de toute chose autre doit provenir d'un lieu qui n'est pas la nature. [...] Loin d'être l'expression de différences naturelles, l'identité de genre exclusive est la suppression de similitudes naturelles. Et ceci exige la répression : chez les hommes, de ce qui est la version locale (quelle qu'elle soit) des traits « féminins », chez les femmes, de ce qui est la définition locale des traits « masculins ». »

De Freud, Gayle Rubin reprend le complexe d'Œdipe qu'elle définit comme un « dispositif de production de la personnalité sexuelle ». Elle montre également les concordances entre le modèle lévi-straussien et le modèle freudien. 

« Les systèmes de parenté exigent une division des sexes. La phase œdipienne divise les sexes. Les systèmes de parenté comportent des séries de règles qui gèrent la sexualité. La crise œdipienne est l'assimilation de ces règles et tabous. L'hétérosexualité obligatoire est le produit de la parenté. La phase œdipienne institue le désir hétérosexuel. La parenté repose sur une différence radicale entre les droits des hommes et ceux des femmes. Le complexe d'Œdipe confère au garçon les droits du mâle et force la fille à s'accommoder de droits moindres. »

 Elle montre que l'expérience œdipienne de la fille, contrainte de renoncer à l'amour de sa mère et à mettre sa libido au service des mâles, est destructrice et, pour sortir de ce piège, Rubin avance l'idée que le mouvement féministe doit réorganiser « le champ du sexe et du genre de telle sorte que l'expérience œdipienne de chaque individu soit moins destructrice, » c'est-à-dire qu'elle appelle à « une révolution de la parenté ». Décrivant ce qu'elle a en vue à ce moment, Gayle Rubin écrit que « le mouvement féministe doit rêver à bien plus encore qu'à l'élimination de l'oppression des femmes. Il doit rêver à l'élimination des sexualités obligatoires et des rôles de sexe. Le rêve qui me semble le plus attachant est celui d'une société androgyne et sans genre (mais pas sans sexe) où l'anatomie sexuelle n'aurait rien à voir avec qui l'on est, ce que l'on fait, ni avec qui on fait l'amour. »
Au plan analytique, Gayle Rubin appelle à l'élaboration d'une grille d'analyse qui rende compte de l'intrication de la politique, de l'économie et du genre, sans néanmoins les confondre et en gardant à l'esprit leur autonomie respective. Faisant référence à Engels, elle écrit en conclusion : « En fin de compte, quelqu'un devra écrire une nouvelle version de L'Origine de la famille, de la propriété privée et de l'État qui reconnaisse la mutuelle interdépendance de la sexualité, de l'économie et de la politique sans mésestimer la pleine importance de chacune dans la société humaine. »

### Vers une théorie radicale de la sexualité
Dans les années qui suivent, notamment sous l'influence de son ami Michel Foucault qu'elle a rencontré en 1972 à Paris, Gayle Rubin s'intéresse de plus en plus à la question de la sexualité. Elle décide de faire sa thèse d'anthropologie sur la communauté cuir et sadomasochiste gaie masculine de San Francisco. En 1978, elle part donc s'installer dans la Bay Area pour y mener son enquête de terrain. En même temps qu'elle commence ce travail, elle fonde, avec quelques amies — notamment Pat Califia (devenu depuis Patrick Califia) — Samois, le premier groupe de lesbiennes sadomasochistes connu. Après la dissolution de Samois en 1983, Gayle Rubin fondera The Outcasts, un groupe de femmes sadomasochistes, qui continuera ses activités jusqu'en 1997.
Ces années sont marquées par des polémiques avec les pans dominants du mouvement féministe, notamment avec Women Against Violence in Pornography and Media, un groupe féministe qui demande l'interdiction de la pornographie et qui, par une confusion entretenue entre le viol et le sadomasochisme, caricature et dénonce ce dernier comme contraire au féminisme. En 1981, dans Coming To Power, un recueil de texte publié par Samois, Gayle Rubin publie « The Leather Menace », « Le Péril cuir », article dans lequel elle dénonce le moralisme et le puritanisme sexuel qui se sont emparés des segments dominants du mouvement féministe et en appelle à l'union des féministes sadomasochistes pour se défendre. Elle revient sur la question de la pornographie dans « Misguided, Dangerous, and Wrong ». Par ailleurs, elle prend position pour une distinction radicale entre les violeurs d'enfants, qui doivent être condamnés, et les amateurs de jeunes garçons, qui doivent être défendus.

### « Penser le sexe »

#### Contexte
En 1983, Gayle Rubin participe à la conférence The Scholar & Feminist organisée au Barnard College de New York. Cette conférence, intitulée « Pleasure and Danger », est organisée notamment par Carole Vance. Vance cherche à faire dialoguer les groupes antagonistes du mouvement féministe, en reconnaissant que le sexe est une zone de danger pour les femmes, mais qu'il y a aussi lieu de revendiquer le plaisir qui peut y être associé. La conférence est violemment dénoncée par les féministes antiporno. Certaines d'entre elles contactent les responsables du Barnard College, et la veille de l'ouverture de la conférence, le matériel de présentation du colloque est confisqué. Seuls, selon Carole Vance, auraient été diffusés les documents qui dénoncent la conférence en en donnant une image caricaturale.
Un an plus tard, en 1984, Carole Vance publie le recueil intitulé Pleasure and Danger qui contient les actes du colloque. C'est dans ce recueil que Rubin publie « Penser le sexe », l'article qui va en faire le nom le plus important de « la théorie radicale de la sexualité ». Cet article est devenu un classique des études sur le sexe. Il a, lui aussi, fait l'objet de dizaines de réimpressions.
Appelant à l'élaboration d'une « théorie radicale du sexe » qui puisse « identifier, décrire, expliquer et dénoncer l'injustice érotique et l'oppression sexuelle », « Penser le sexe » s'inscrit dans la continuité du constructivisme social de Jeffrey Weeks, Judith Walkowitz ou encore Michel Foucault qui s'oppose à l'essentialisme sexuel, c'est-à dire l'idée que le sexe est une force qui existe indépendamment de toute vie sociale, et qui au contraire postule que la sexualité est constituée dans la société et l'histoire et non organisée (purement) biologiquement.
En 2008, à l'université de Pennsylvanie, la chercheuse Heather Love a organisé un immense colloque intitulé « Rethinking Sex » pour célébrer le 25e anniversaire de « Penser le sexe ». Ce colloque a rassemblé, autour de Gayle Rubin, quelques-uns des plus grands chercheurs du champ des queer studies aux États-Unis, notamment Lauren Berlant, Leo Bersani, Lisa Duggan, Lee Edelman, Steven Epstein, Joanne Meyerowitz, Susan Stryker, Valerie Traub, Carole Vance, etc. Eve Kosofsky Sedgwick devait y participer, mais son état de santé l'empêcha de se rendre à Philadelphie, et elle mourut peu de temps après. Ce colloque a donné lieu à un numéro spécial de la revue GLQ : A Journal of Gay and Lesbian Studies (vol. 17, no 1, 2011).

#### Thèses
L'article contient 2 thèses qui ont constitué des innovations majeures dans le cadre des études sur le genre et la sexualité.
Gayle Rubin avance l'idée qu'il existe des systèmes de hiérarchisation sexuelle complexes. Plusieurs critères définissent la sexualité qui est « bonne », « normale », « naturelle » : celle-ci est hétérosexuelle, conjugale, monogame, procréatrice, non commerciale, mono-générationnelle, s'exerce dans le privé, n'a pas recours à la pornographie ou à des sex toys, etc. Quiconque transgresse ces règles bascule du mauvais côté de la sexualité. Rubin esquisse également un schéma où elle distingue les pratiques qui sont du bon côté de la barrière, celles qui sont du mauvais côté, et au milieu, une zone de contestation sociale. Elle explique que l'homosexualité se situe dans la zone de contestation, mais que si elle est stable et monogame, elle peut se frayer un chemin vers l'acceptabilité. Elle montre aussi que ces barrières changent au cours du temps, notamment sous l'influence de périodes de panique morale, ou de la contestation des personnes à la sexualité stigmatisé. Enfin, Rubin montre que seuls les actes sexuels situés du bon côté se voient accorder la complexité morale: « des relations hétérosexuelles peuvent être sublimes ou dégoûtantes, libres ou forcées, épanouissantes ou destructrices, romantiques ou mercenaires ». À l'inverse, les actes situés du mauvais côté « sont considérés comme répugnants par définition et absolument sans nuances morales. Plus un acte est éloigné de la frontière, plus il est compris comme uniformément mauvais ». Par exemple, à cette époque, dans de nombreux États, la sodomie, la fellation et le sadomasochisme étaient illégaux indépendamment du fait qu'il y ait consentement où non : « Pour la loi, le consentement est un privilège réservé à ceux qui ne pratiquent que les activités sexuelles de rang supérieur. Ceux qui sont attirés par des comportements de rang inférieur n'ont pas la capacité légale de s'y adonner. »
La seconde innovation de « Penser le sexe » a consisté à poser une relative autonomie du champ du sexe par rapport à celui du genre. S'opposant à la juriste féministe antiporno Catharine MacKinnon pour qui « la sexualité est au féminisme ce que le travail est au marxisme », Gayle Rubin met en question « cette fusion définitionnelle ». Ce geste de Gayle Rubin constitue à bien des égards un retour critique sur le concept de système de « sexe/genre » qu'elle avait élaboré dans « Marché au sexe » : Dans cet essai, elle ne faisait pas de différence entre le désir et le genre, car elle se basait sur des sociétés tribales fortement organisées autour de la parenté. Sans être sûre que son ancienne vision s'applique bel et bien à ces sociétés, elle est cependant certaine qu'elle ne s'applique pas aux sociétés industrielles occidentales. Elle reprend Foucault qui postule qu'à partir de XVIIe siècle, un dispositif s'est superposé à celui de la parenté, le dispositif de la sexualité: « Pour le premier [le dispositif de l'alliance], ce qui est pertinent, c'est le lien entre des partenaires au statut défini ; pour le second, ce sont les sensations du corps, la qualité des plaisirs, la nature des impressions, aussi ténues ou imperceptibles qu'elles soient. ».
Cependant, ce système sexuel étant apparu dans des sociétés sexistes, il est bien marqué par le genre : « Le genre affecte la façon dont fonctionne le système sexuel, et le système sexuel a des manifestations spécifiques en fonction du genre. Mais bien que le sexe et le genre soient reliés, ils ne sont pas la même chose, et ils forment le fondement de deux aires différentes d’interaction sociale. ». Notamment, elle note que l'idéologie moderne voit le désir comme le domaine des hommes et la pureté celui des femmes, que dans l'industrie du sexe, les femmes ont été largement exclues de la production et de la consommation et cantonnées au rôle de travailleuse, et que pour participer aux « perversions », « les femmes ont eu à surmonter de sérieuses limitations de leur mobilité sociale, de leurs ressources économiques et de leur liberté sexuelle ».
À terme, elle espère que la critique féministe et la critique de l'oppression sexuelle s'enrichiront mutuellement, mais soutient qu'une théorie et une politique spécifiquement sexuelles doivent se développer, tout comme le féminisme avait dû auparavant s’autonomiser vis-à-vis du marxisme.

### L'ethnographie des communautés gaies sadomasochistes et cuir
Les publications ultérieures de Gayle Rubin portent sur la communauté cuir et sadomasochiste gaie de San Francisco.
En 1991, elle publie « Les Catacombes, temple du trou du cul », où elle fait l'ethnographie d'un sex club mythique de San Francisco, qui exista de 1975 à 1984 et qui était dédié au fist-fucking. Une première version de cet article avait été publiée dans Drummer, le magazine gai cuir le plus important aux États-Unis, en 1990 (Drummer, 139). La version de 1991, beaucoup plus élaborée, est publiée dans un recueil dirigé par Mark Thompson et intitulé Leatherfolk : Radical Sex, People, Politics, and Practice.
En 1994, Gayle Rubin soutient sa thèse d'anthropologie à l'université du Michigan, intitulée The Valley of the Kings : Leathermen in San Francisco : 1960-1990.
En 1997, Gayle Rubin publie « Élégie pour la Vallée des rois ». La « Vallée des rois » (The Valley of the Kings) est le surnom donné au quartier de South of Market qui abrite le cœur de la vie gaie cuir san-franciscaine. Cet article étudie l'impact du sida sur la communauté cuir locale. Il a été publié dans In Changing Times : Gay Men and Lesbians Encounter HIV/AIDS, recueil dirigé par Martin P. Levine, John Gagnon et Peter Nardi.
Les textes de Gayle Rubin sur la communauté cuir sont tous empreints d'une tonalité élégiaque et nostalgique très forte, témoin de l'époque dans laquelle ils ont été écrits. Au moment où elle commence l'histoire de cette communauté, en effet, celle-ci est ravagée par l'épidémie de sida d'une part, mais aussi, d'autre part, par la pression immobilière qui s'empare progressivement de South of Market et qui menace l'existence même du quartier cuir de San Francisco. Témoin de cette destruction de la communauté cuir, Gayle Rubin voit aussi disparaître nombre des productions de la communauté cuir et prend conscience du fait qu'il n'existe aucune institution pour en retenir la mémoire. En réaction, elle devient l'archiviste et l'historienne des homosexuels cuir de San Francisco à qui la communauté vient confier les objets qui risquent de se perdre.
De 1992 à 2000, Gayle Rubin participe au conseil d'administration du Leather Archives and Museum (archives et musée du cuir) de Chicago.
En 2006, elle bénéficie d'une publicité et d'honneurs douteux lorsque son nom est cité dans le livre de David Horowitz The Professors: The 101 Most Dangerous Academics in America (Les Professeurs : Les 101 universitaires les plus dangereux d'Amérique).
Elle enseigne aujourd'hui l'anthropologie, les Women's studies et la littérature comparée à l'université du Michigan - Ann Arbor.

## Publications

### Livres
- Surveiller et jouir. Anthropologie politique du sexe, textes rassemblés et édités par Rostom Mesli, traductions françaises de Flora Bolter, Christophe Broqua, Nicole-Claude Mathieu et Rostom Mesli, EPEL, 2010.
- Marché au sexe, avec Judith Butler, EPEL, Paris, 2001  (ISBN 2-9088-5568-2), 200 pages.
- (en) The Valley of the Kings: Leathermen in San Francisco, 1960-1990, University of Michigan, 1994.

### Articles et interviews
- (en) « The Traffic in Women: Notes on the Political Economy of Sex », in Rayna Reiter, Toward an Anthropology of Women, New York, Monthly Review Press, 1975; pour la traduction française : « L'économie politique du sexe : Transactions sur les femmes et systèmes de sexe/genre », traduction de Nicole-Claude Mathieu, parue dans Les Cahiers du Cedref no 7, 1998 [lire en ligne]. Reprise sous le titre : « Le marché aux femmes : 'Économie politique' du sexe et systèmes de sexe/genre », in Gayle Rubin, Surveiller et jouir. Anthropologie politique du sexe, textes rassemblés et édités par Rostom Mesli, traductions françaises de Flora Bolter, Christophe Broqua, Nicole-Claude Mathieu et Rostom Mesli, EPEL, 2010.
- (en) « The Leather Menace », in Samois, Coming to Power, 1981, pp. 194-230 ; Gayle Rubin, « Le Péril cuir », traduction française de Rostom Mesli, in Gayle Rubin, Surveiller et jouir : Anthropologie politique du sexe, textes rassemblés et édités par Rostom Mesli, traductions de Flora Bolter, Christophe Broqua, Nicole-Claude Mathieu, Rostom Mesli, EPEL, 2010.
- (en) « Sexual Politics, the New Right and the Sexual Fringe », in Daniel Tsang, The Age Taboo. Gay Male Sexuality, Power, and Consent, 1981.
- (en) « Thinking Sex. Notes for a Radical Theory of the Politics of Sexuality », in Carole Vance, Pleasure and Danger. Exploring Female Sexuality, 1984. Pour la traduction française : « Penser le sexe : Pour une théorie radicale de la politique de la sexualité », traduction de Flora Bolter, in Surveiller et jouir : Anthropologie politique du sexe, textes rassemblés et édités par Rostom Mesli, traductions de Flora Bolter, Christophe Broqua, Nicole-Claude Mathieu et Rostom Mesli, EPEL, 2010.
- (en) « The Catacombs. A Temple of the Butthole », in Mark Thompson, Leatherfolk. Radical Sex, People, Politics, and Practice. Pour la traduction française, voir « Les Catacombes, temple du trou du cul », traduction de Rostom Mesli, in Surveiller et jouir : Anthropologie politique du sexe, textes rassemblés et édités par Rostom Mesli, traductions de Flora Bolter, Christophe Broqua, Nicole-Claude Mathieu et Rostom Mesli, EPEL, 2010.
- (en) « Misguided, Dangerous, and Wrong. An Analysis of Anti-Pornography Politics », in Alisson Assiter et Carol Avedon, Bad Girls and Dirty Pictures. The Challenge to Reclaim Feminism, Pluto Press, 1993. Pour la traduction française, voir « La Lutte contre la pornographie : Une erreur sur toute la ligne », traduction de Rostom Mesli, in Surveiller et jouir : Anthropologie politique du sexe, textes rassemblés et édités par Rostom Mesli, traductions de Flora Bolter, Christophe Broqua, Nicole-Claude Mathieu et Rostom Mesli, EPEL, 2010.
- (en) « Sexual Traffic », interview par Judith Butler, in Différences, Providence, Indiana University Press, 1994. Pour la traduction française, « Marché au sexe. Entretien de Gayle S. Rubin avec Judith Butler », traduction d'Éliane Sokol, in Gayle Rubin et Judith Butler, Marché au sexe, textes traduits par Éliane Sokol et Flora Bolter, EPEL, 2001.
- (en) « Elegy for the Valley of Kings: AIDS and the Leather Community in San Francisco, 1981-1996 », in Martin P. Levine, Peter M. Nardi et John H. Gagnon, In Changing Times. Gay Men and Lesbians Encounter HIV/AIDS, The University of Chicago Press, 1997. Pour la traduction française, voir « Élégie pour la Vallée des rois », traduction de Rostom Mesli, in Surveiller et jouir : Anthropologie politique du sexe, textes rassemblés et édités par Rostom Mesli, traductions de Flora Bolter, Christophe Broqua, Nicole-Claude Mathieu et Rostom Mesli, EPEL, 2010.
- (en) « Studying Sexual Subcultures: Excavating the Ethnography of Gay Communities in Urban North America », in Ellen Lewin et William L. Leap, Out in Theory. The Emergence of Lesbian and Gay Anthropology, Urbana & Chicago, University of Illinois Press, 2002. Pour la traduction française : « Étudier les subcultures sexuelles : Exhumer l'ethnographie des communautés gaies en milieu urbain nord-américain », traduction de Christophe Broqua, in Surveiller et jouir : Anthropologie politique du sexe, textes rassemblés et édités par Rostom Mesli, traductions de Flora Bolter, Christophe Broqua, Nicole-Claude Mathieu et Rostom Mesli, EPEL, 2010.
- (en) « Blood Under the Bridge. Reflections on Thinking Sex », GLQ. A Journal of Lesbian and Gay Studies, vol. 17, no 1, 2011.